# Autostrada A39 (Niemcy)
Autostrada A39 (niem. Bundesautobahn 39 (BAB 39) także Autobahn 39 (A39)) – autostrada w Niemczech łącząca Wolfsburg i Brunszwik z autostradą A7.
W związku z planowanym przedłużeniem autostrady do Hamburga, 3 listopada 2010 została zmieniona numeracja dotychczasowej autostrady  A250 na A39.
Obecnie trasa składa się z dwóch niepołączonych ze sobą odcinków. Na lata 2027 – 2030 planowane jest zbudowanie brakującej części arterii między Lüneburgiem a Wolfsburgiem.